# Cantherhines tiki
Cantherhines tiki är en fiskart som beskrevs av Randall 1964. Cantherhines tiki ingår i släktet Cantherhines och familjen filfiskar. Inga underarter finns listade.